# Baath-Partei (Syrien)
Die Baath-Partei in Syrien (offizieller Name Arabische Sozialistische Baath-Partei, französisch Parti Baas arabe socialiste) war der syrische Ableger der gesamtarabischen Baath-Partei. Sie war von ihrer gewaltsamen Machtübernahme 1963 bis zu ihrem Sturz 2024 für insgesamt 61 Jahre die diktatorisch herrschende Einheitspartei Syriens.
Die Baath-Partei hat auch Ableger in anderen arabischen Ländern, regierte jedoch zuletzt nur noch in Syrien. Ihr vollständiger arabischer Name lautet hizb al-baʿth al-ʿarabī al-ischtirākī / حزب البعث العربي الإشتراكي / ḥizb al-baʿṯ al-ʿarabī al-ištirākī / ‚Arabische Sozialistische Partei der Wiedererweckung‘ (arab. al-baʿth bedeutet „Auferstehung, Erneuerung“). Ihre Ideologie ist der Baathismus.
Die Partei geht formal von der Doktrin einer einzigen ungeteilten arabischen Nation und einem gesamtarabischen Vaterland aus, in der Realität aber ist ihre Politik eher auf ein regionalistisches Großsyrien ausgerichtet. Als Grundprinzipien gelten Einheit, Freiheit, Sozialismus. Im Kern ist sie – wie bei der ursprünglichen Ideologie der Baath-Partei – säkular. Sie bildet in Syrien die dominierende Partei im nationalen Parteienbündnis Progressive Nationale Front.
Am 11. Dezember 2024 gab Ibrahim al-Hadid, der stellvertretende Generalsekretär der syrischen Baath, die Einstellung ihrer Arbeit und Parteiaktivitäten „bis auf weiteres“ bekannt.
Am 29. Januar 2025 wurde die Partei von der syrischen Übergangsregierung offiziell aufgelöst.

## Religiöser Proporz
Die religiöse Zusammensetzung des Regionalen Kommandorates der syrischen Baath-Partei in den 1970er und 1980er Jahren (siehe auch Liste der politischen Parteien in Syrien):
| Konfession          | 1970er Anteil | 1980er Anteil |
| ------------------- | ------------- | ------------- |
| Sunnitische Moslems | 52 %          | 70 %          |
| Alawiten            | 23 %          | 21 %          |
| Drusen              | 9 %           | 4 %           |
| Christen (div.)     | 6 %           | 5 %           |
| Ismailiten          | 9 %           | 1 %           |
| Gesamt              | 100 %         | 100 %         |

## Parteigründung 1947–1954
Am Anfang der Entwicklung stehen zwei Parteikongresse von 1947 und 1954, auf denen die ideologische Ausrichtung der Partei definiert wurde und man mit anderen Bewegungen fusionierte:
Erster Nationalkongress (Januar 1947, Damaskus)
Hierbei handelt es sich um das erste offizielle Treffen aller Baath-Aktivisten auf gesamtarabischer Ebene. Sowohl aus Syrien als auch dem Libanon, Palästina, Jordanien und dem Irak waren Abgeordnete versammelt. Dabei kam es zur Vereinigung verschiedener Baath-Bewegungen innerhalb Syriens, z. B. unter Zaki al-Arsuzi und Wahib al-Ghanam mit der Gruppe unter Michel Aflaq und Salah ad-Din al-Bitar. Auf dem Kongress wurden Resolutionen, interne Regelungen und eine Parteiverfassung verabschiedet. Außenpolitisch positionierte sich die Baath-Partei ein Jahr nach dem Abzug der französischen Mandatsmacht als anti-imperialistische Kraft: Prinzipiell strebe man die Freundschaft mit allen Staaten der Welt an. Eine Ausnahme bildeten aber die Beziehungen zu Großbritannien, Frankreich und Spanien, weil diese arabische Staaten okkupierten, weiterhin zur Türkei und dem Iran, weil sie arabisches Gebiet usurpiert hätten, schließlich zu den USA, weil sie sich zu stark in die internen Angelegenheiten des Nahen Ostens einmischten. Was die interne Regelung der Partei angeht, so wurde ein Exekutivkomitee unter Michel Aflaq ins Leben gerufen, das Zweigsekretäre ernannte. Ziel der Partei war es, auf gesamtarabischer Ebene eine supranationale und supraregionale gemeinsame Politik zu formulieren, die langfristig das Ziel verfolgte, die arabische Einheit zu schaffen. Dabei wurde zwischen „nationaler“, d. h. gesamtarabischer, und „regionaler“, d. h. nationalstaatlicher, Ebene unterschieden.
Zweiter Nationalkongress (Juni 1954, Homs)
Auf diesem Kongress waren wiederum Delegierte aus Syrien, dem Libanon, dem Irak und Jordanien anwesend. Dabei kam es zur Fusion mit der „Arabischen Sozialistischen Partei“ unter der Führung von Akram al-Haurani, womit die Partei neue Rekruten aus dem Bereich der Bauern und Kleinhandwerker gewann. Weiterhin wurde eine Administrationsreform durchgeführt: Ab nun stand der auf panarabischem Niveau agierenden Nationaldirektion eine Regionaldirektion auf nationalstaatlicher Ebene gegenüber, die von jeweils eigenen Regionalkongressen gewählt werden sollte. Thematisch wurde u. a. die Situation der Partei in den einzelnen arabischen Staaten diskutiert, wo Parteimitglieder teilweise große Probleme hatten und unter Repressionen litten.

## Geschichte

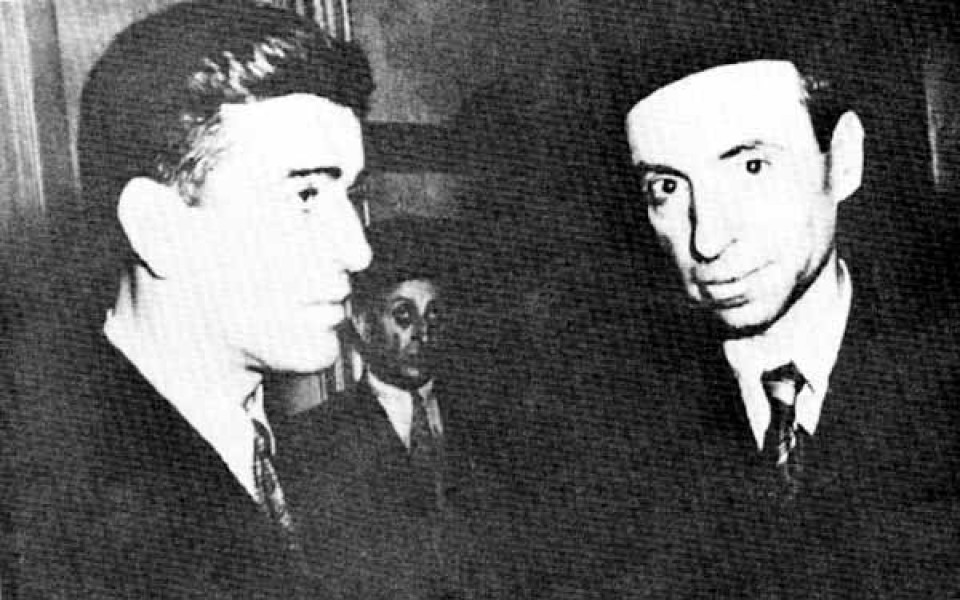
Akram al-Haurani (links) mit Michel Aflaq (1957)

Seit ihrer Gründung hat sich die syrische Baath-Partei in Gestalt, Form und Stellung innerhalb der Gesellschaft bedeutend verändert. Anhand der Parteikongresse dieser Partei lässt sich die Entwicklung von einer eher intellektuell geprägten nationalistischen Bewegung zu einem Macht- und Herrschaftsapparat nachvollziehen. Zudem lässt sich feststellen, dass das panarabische Ziel der Baath-Partei mit der Ausbildung eigenständiger nationaler Parteizentralen immer mehr in den Hintergrund gerückt ist, auch wenn bis heute offiziell weiter an der panarabischen Ideologie festgehalten wird.

### Kongresse im Kontext der Union mit Ägypten 1958–1961
Im Jahre 1958 schlossen sich Syrien und Ägypten zur Vereinigten Arabischen Republik zusammen. Damit war ein erster Schritt auf dem Weg zur Verwirklichung des panarabischen Ideals getan, ohne dass die Baath-Partei institutionell an der Fusion beteiligt gewesen wäre. Die Fusion brachte allerdings – aufgrund der ungleichen Machtverteilung zwischen Ägypten und Syrien – auch gewaltige Probleme mit sich, so dass es schon 1961 zur Auflösung der Republik kam.
Dritter Nationalkongress (August/September 1959, Beirut)

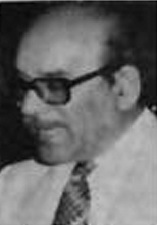
Abdallah ar-Rimawi schuf 1960 ein rivalisierendes Revolutionäres Nationalkommando

Achtzehn Monate vor Stattfinden dieses Kongresses hatte die Nationaldirektion der Baathpartei angesichts der positiven Entwicklungen auf dem Weg zur Verwirklichung des panarabischen Ideals beschlossen, die Partei in Syrien (nicht aber insgesamt) aufzulösen. Man wollte hierdurch wohl ein Zeichen des Entgegenkommens gegenüber dem ägyptischen Präsidenten Gamal Abdel Nasser setzen, der zu dieser Zeit in der gesamten arabischen Welt große Popularität genoss und als unbestrittener Führer der panarabischen Bewegung anerkannt wurde. Auf dem Parteikongress scheint sich Michel Aflaq trotz einiger Spannungen mit den Nasseristen auch geweigert zu haben, Nasser öffentlich zu kritisieren. Der Kongress entschied daraufhin, die Baath-Partei in Syrien aufzulösen, nur noch auf „nationaler“, d. h. gesamtarabischer Ebene zu agieren und dabei eine Kontrollfunktion bezüglich der panarabischen Entwicklung einzunehmen. Aus diesem Grund „beschloss“ der Kongress eine Kooperation mit der Führungsriege der Vereinigten Arabischen Republik, die auf dieses Angebot allerdings nur halbherzig einging. Militante Baath-Anhänger waren geschockt, dass sich die Nationaldirektion zur Auflösung einer regionalen Einheit herabgelassen hatte, und verkrochen sich in Unterzellen außerhalb der offiziellen Hierarchie. Nasser ging in Syrien währenddessen gegen potenzielle politische Konkurrenten vor, so u. a. gegen die Anhänger der Baath-Partei. Gleichzeitig förderte er die Spaltung der Partei durch die 1959 ausgeschlossene Gruppe um Abdallah ar-Rimawi. Säuberungsaktionen werden ausgeführt, so auch im Militär. Die für das syrische Militär bedeutsame Militärakademie von Homs wurde nach Ägypten verlegt. Unter ihren Offizieren formierte sich eine Verschwörungsgruppe, die als das „Geheime Militärkomitee“ bekannt wurde und die im Putsch von 1963 die Baath-Partei in Syrien an die Macht brachte. Angesichts der Repressionsmaßnahmen Nassers brachen viele Baath-Anhänger mit der Entscheidung des Nationalkongresses und kritisierten Nasser und seine Politik gegenüber Syrien offen. Eindeutig befand sich die Baath-Partei in dieser Zeit in einer Phase der Schwäche: In Syrien wurde sie aufgelöst, ihre Mitglieder drangsaliert, im Irak musste sie Repressionen erleiden, in Jordanien war das Klima ebenso gespannt.
Vierter Nationalkongress (August 1960, Beirut)
Dieser Nationalkongress wurde in den letzten Monaten des Bestehens der Vereinigten Arabischen Republik abgehalten. Man verabschiedete kein offizielles Dokument, sondern ließ nur ein vertrauliches Dokument zirkulieren. Der Kongress lehnte sich gegen die Entscheidung zur Auflösung der syrischen Baath-Partei auf und beschloss, die Baath in Syrien trotz aller Repressionsmaßnahmen wieder aufzubauen. Dabei warf man der alten Baath-Riege vor, den Zerfall der Partei beschleunigt zu haben. Die Hauptkritik richtete sich allerdings gegen Nasser, dem aufgrund seiner repressiven Maßnahmen die Schuld an einem Scheitern der Union zugeschrieben wurde. Parallel zum Nationalkongress in Beirut hatte sich die Rimawi-Gruppe in Damaskus mit Nassers Billigung anstelle des nach Libanon geflüchteten Aflaq-Nationalkommandos zum Revolutionären Nationalkommando der Baath-Partei erklärt. Dennoch war die Enttäuschung groß, als es 1961 zum Putsch in Syrien kam und die Putschisten die Ablösung Syriens aus dem Verbund mit Ägypten proklamierten.
Fünfter Nationalkongress (Mai 1962, Homs)
Ziel dieses Nationalkongresses war der Wiederaufbau der syrischen Parteiorganisation nach dem Separatistencoup von 1961, deren Regionalorganisation wieder provisorisch hergestellt wurde. Trotz aller Kritik am Regime Nassers verdammte der Kongress die Auflösung der Union mit Ägypten, die er als Maßnahme gegen die arabische Einheit beschrieb. Aufgrund der Kollaboration von Akram al-Haurani mit den Separatisten und seiner Weigerung, sich weiter für eine Union mit Ägypten einzusetzen, beschloss man, dass Arabische Sozialistische Partei und Baath-Partei von nun an wieder getrennte Wege gehen sollten. Zwar befand sich die Baath noch in einer schlechten Situation, da sich viele ihrer Anhänger in unterschiedlichen arabischen Staaten noch im Gefängnis befanden. Insgesamt gewann sie aber wieder an Kraft: Ein Putsch von (mit Baathisten und Nasseristen verbündeten) Republikanern im Nordjemen sowie der erfolgreiche Putsch von Baathisten im Irak am 8. Februar 1963 ermunterte die militanten Anhänger der Baath, wieder aktiv zu werden. Dabei herrschten Spannungen zwischen den kompromissbereiteren Altbaathisten und einer radikaleren Gruppierung, zu der auch die Mitglieder des geheimen Militärkomitees gehörten, und die als Neobaathisten bezeichnet werden können.

### Radikalisierung, Entwicklung zum dirigierenden Machtapparat 1963
Aufgrund der Tatsache, dass sich die alte Parteiführung wegen ihrer Zustimmung zur Auflösung der syrischen Baath-Partei diskreditiert hatte, bildete sich innerhalb der Baath-Partei eine interne Opposition aus. Diese wurde entscheidend von dem 1959/60 in Kairo von syrischen Offizieren gegründeten geheimen Militärkomitee beeinflusst, wenn nicht gar dominiert. Mit dem Aufstieg dieser Neo-Baathisten ist festzustellen, dass in Syrien die auf nationalstaatlicher Ebene agierende Regionaldirektion zunehmend an Bedeutung gewann, während die auf panarabischer Ebene agierende Nationaldirektion zunehmend an Einfluss verlor und schließlich sogar aus entscheidenden Positionen verdrängt wurde.
Erster Regionalkongress (September 1963, Damaskus)
Der erste syrische Regionalkongress wurde nach der Machtergreifung durch den Baath-Putsch vom 8. März 1963 einberufen. Er stand damit unter dem Einfluss des geheimen Militärkomitees, dessen Mitglieder den Putsch organisiert und durchgeführt hatten. Bei den Wahlen zur Regionaldirektion setzte sich demnach die neobaathistische Linie durch, die stärker progressiv sozialistische Ideen in Bezug auf die Gestaltung der Gesellschaft vertrat. Die alten Baathführer wurden letztlich entmachtet, neue radikalere Führungskräfte kamen an die Macht. Das Militärkomitee blieb allerdings noch im Hintergrund und versteckte sich hinter einer Zivilregierung. Damit wurde noch nicht ganz deutlich, wie sehr das Militär und die von ihm vertretenen Interessen letztlich schon den syrischen Regionalzweig der Partei dominierten und zivile Einflusspersonen in den Hintergrund drängten.
Sechster Nationalkongress (Oktober 1963, Damaskus)

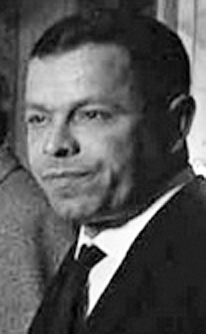
Iraks Innenminister ʿAlī Sālih as-Saʿdī betrieb mit Hilfe linker Baathisten Syriens eine massive Kampagne gegen die „Aflaqisten“

Auch auf dem kurz darauf am selben Ort folgenden Nationalkongress herrschte dementsprechend eine radikalere Atmosphäre: Zwar lobte der Kongress, der sich wieder aus Delegierten aus der gesamten arabischen Welt zusammensetzte, die Leistungen der Gründungsväter, er kritisierte aber das Fehlen einer präzisen Parteiideologie. Diese Kritik ist auf dem Hintergrund der Tatsache zu verstehen, dass die Baath-Partei nach drei Revolutionen im Jemen, im Irak und nun in Syrien zum ersten Mal an der Macht war, also konkret Regierungsverantwortung übernehmen musste. Vom eifrigen nationalistischen Debattierclub bis hierher war es ein weiter Weg gewesen. Auch ist zu berücksichtigen, dass die Baath im Hinblick auf die Innenpolitik noch kein sehr klares Profil entwickelt hatte, im Gegensatz z. B. zu Nasseristen und Kommunisten. In Reaktion auf diese Forderungen wurden auf dem Parteikongress Resolutionen verabschiedet, die auch in Zukunft als Referenzpunkte gelten sollten: Der Kongress forderte eine demokratische Revolution, die von den organisierten Massen getragen werden sollte. Dabei wollte man traditionelle Strukturen umstürzen und gegen reaktionäre Elemente kämpfen. Arbeiter, Bauern, revolutionäre Intellektuelle, Militärs und das Kleinbürgertum sollten an der Transformation der Gesellschaft beteiligt werden und in Gewerkschaften und Unionen mobilisiert werden. Als Motor der Entwicklung war dabei natürlich die Baath-Partei vorgesehen. Dabei sollte es auch zu Nationalisierungen kommen, allerdings nicht auf dieselbe Art wie in Ägypten unter Nasser. Als wichtig sah man auch eine Agrarreform an, die mit Enteignungen und der Schaffung von Kollektiven einhergehen sollte. Diese Form des arabischen Sozialismus sollte aber anti-dogmatisch, realistisch und immer auch an arabische Verhältnisse angepasst bleiben. Ein weiteres Verhandlungsthema war die Stellung der Partei zur Armee: Diese sollte ideologisch erzogen werden, was allerdings den realen Machtverhältnissen zwischen zivilen und militärischen Mitgliedern der Baath nicht wirklich entsprach. Pierre Guingamp zufolge soll Michel Aflaq, einer der Gründer der Partei, auf diesen Kongress hin gesagt haben, dass er seine Partei nicht mehr wiedererkenne.

### Kampf zwischen Altbaathisten und Neobaathisten 1964–1966
Infolge der Machtergreifung der Neobaathisten unter der verdeckten Führung des geheimen Militärkomitees setzte sich – wie oben gezeigt wurde – eine radikalere Strömung innerhalb der Baath-Partei durch, während die Gründergeneration eher in den Hintergrund gedrängt wurde. Schon auf einem außerordentlichen Regionalkongress (Februar 1964, Damaskus) beklagte Michel Aflaq die mangelnde Einheit der Partei und mahnte eine bessere Zusammenarbeit an. In der Folgezeit steigerten sich diese Spannungen zu einem Machtkampf zwischen Altbaathisten, hauptsächlich vertreten durch die Nationaldirektion, und Neobaathisten, hauptsächlich vertreten durch die Regionaldirektion. Die Ursachen dieser Auseinandersetzung sind nicht nur im ideologischen Bereich zu suchen: Beide Gruppen stammten aus unterschiedlichen Generationen und Schichten. Während die Altbaathisten allesamt einer älteren Generation angehörten und meist aus einer bürgerlich-intellektuellen städtischen Schicht stammten, waren viele Angehörige der Neobaathisten (darunter auch Hafiz al-Assad) vergleichsweise junge soziale Aufsteiger vom Land, die über den Umweg des Militärs eine politische Karriere gemacht hatten und zudem oft aus ethnischen und religiösen Minderheiten stammten.
Siebter Nationalkongress (Februar 1964, Damaskus)
Die erwähnten Spannungen traten u. a. auf dem siebten Nationalkongress zutage. Dieser konzentrierte sich zwar hauptsächlich auf die Ereignisse im Irak, wo durch einen erneuten Putsch die Baath-Partei wieder ihre Macht verloren hatte. Allerdings wurden hier Neuwahlen durchgeführt, in der die Anzahl der Militärs in den Führungspositionen der Nationaldirektion gestärkt, die eher zivil geprägten Altbaathisten damit auch innerhalb der Nationaldirektion geschwächt wurden.
Zweiter Regionalkongress (März/April 1965, Damaskus)
Im Dezember 1964 ergriff die Nationaldirektion daraufhin mehrere Maßnahmen zur Stärkung der zivilen Baath-Führung gegenüber der eher militärisch geprägten syrischen Regionaldirektion. Allerdings wartete man mit ihrer Umsetzung bis zur Einberufung des achten Nationalkongresses, wohl um der syrischen Regionaldirektion die Chance zu geben, auf die Forderungen einzugehen. Diese betrachtete die geplanten Maßnahmen als Komplott und traf sich zu Verhandlungen unter Ausschluss der Öffentlichkeit, über die aus diesem Grunde kaum Informationen vorliegen. Eindeutig ging man aber nicht auf die Forderungen der Nationaldirektion ein.
Achter Nationalkongress (April 1965, Damaskus)
Der Nationalkongress ergriff daraufhin die geplanten Maßnahmen: Er verdammte die syrische Regionalführung für ihren regionalistisch-syrischen Ansatz, verlangte die Umwandlung der militärischen Organisation der Baath in ein Büro für militärische Angelegenheiten, das der Regionaldirektion unterstellt werden sollte. Weiterhin beschränkte er die Zahl der Militärs in der Regionaldirektion auf 10 % der gewählten Mitglieder. Militärs sollten zwischen ihrer Stellung in der Armee und einer Regierungs- bzw. Parteifunktion entscheiden müssen, nicht aber beides machen dürfen. Beherrschendes Thema des Kongresses war damit die Kritik an der Übermacht der Armee innerhalb des Parteiapparats sowie der letztlich gescheiterte Versuch, die Anzahl der Militärs auf allen Führungsebenen zu reduzieren. Weiteres Thema war der palästinensische Kampf gegen Israel.
Neunter Nationalkongress I (Oktober 1966, Damaskus)

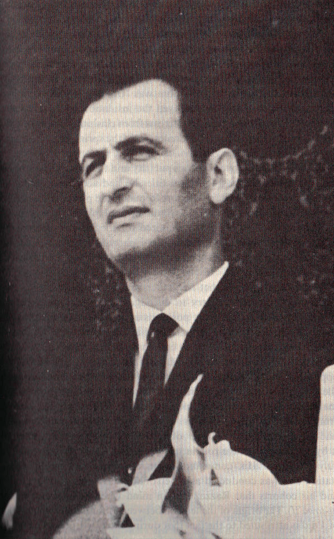
Salah Dschadid war der führende Repräsentant des militärischen Flügels der „Neo-Baathisten“

Die syrische Führung bemühte sich in der Folgezeit darum, Baath-Anhänger aus anderen arabischen Ländern gegen die Altbaathisten und Zivilisten zu mobilisieren. Damit ging man das Risiko ein, das letztlich syrische Schisma in alle Parteizweige der arabischen Welt zu tragen. Auf dem Kongress wurden dann massive Vorwürfe gegen die Gründungsgeneration erhoben: Diese, repräsentiert von Michel Aflaq und Salah ad-Din al-Bitar, habe der Bourgeoisie Einfluss auf die Partei gewährt und damit die reaktionären Elemente gefördert. Zudem nahm der Kongress eine radikale Haltung gegenüber fast allen arabischen Nachbarstaaten ein: Saudi-Arabien wurde als Partner des Imperialismus bezeichnet, das nasseristische Ägypten überhaupt nicht erwähnt. Nur die beiden jemenitischen Republiken und Algerien wurden als „Freunde“ anerkannt. Auch gegenüber Jordanien äußerte man sich aggressiv.
Neunter Nationalkongress II (März 1968, Beirut)
Wie groß die Spannungen zwischen zivilen Altbaathisten und militärisch geprägten Neobaathisten mittlerweile geworden waren, wird daran deutlich, dass die alte Führungsriege das Stattfinden des neunten Nationalkongresses in Damaskus ignorierte und einen eigenen neunten Nationalkongress in Beirut einberief. Die Niederlage im Sechstagekrieg gegen Israel von 1967 sowie der Verlust der Golan-Höhen hatte massive Kritik an der syrischen Führung laut werden lassen, die von den Altbaathisten genutzt wurde, um auf die Inkompetenz der syrischen Regionaldirektion hinzuweisen und mehr Einfluss für sich selbst zu fordern. Daraufhin kam es zu mehreren Verhaftungen von Seiten der syrischen Führungsriege, die das Ziel hatten, diese Opposition auszuschalten. Vielfach gelang dies jedoch nicht: Im Juli wurde im Irak ein neuer Baath-Putsch erfolgreich durchgeführt, worauf einige Altbaathisten, darunter Michel Aflaq, im Irak willkommen geheißen wurden und von hier begannen, gegen das syrische Regime zu polemisieren.

### Machtkampf zwischen Hafiz Assad und Salah Dschadid 1968–1970
Mittlerweile waren aber auch innerhalb der neobaathistischen militärischen Führungsriege in Syrien Spannungen zwischen dem Verteidigungsminister Hafiz al-Assad und seinem Rivalen Salah Dschadid ausgebrochen. Als Verteidigungsminister waren Hafiz al-Assad Vorwürfe wegen der Niederlage im Sechstagekrieg gemacht worden. Er wiederum schob die Verantwortung auf die restlichen Regierungsmitglieder, denen er eine mangelnde Kontrolle palästinensischer Milizen und eine zu radikale Politik gegenüber den arabischen Nachbarstaaten vorwarf.
Vierter Regionalkongress (September 1968, Damaskus)
Auf dem Regionalkongress erhob Hafiz al-Assad als Mitglied der Regionaldirektion die Stimme. Dabei richtete er aber seine Kritik nicht gegen den eigentlichen Machthaber Salah Dschadid, sondern gegen die offizielle Regierung: Dieser warf er nicht nur Versagen im Zusammenhang mit dem Sechstagekrieg, sondern auch eine zu starke Anbindung an die UdSSR sowie eine innerarabische Politik vor, die zur Isolation Syriens in der arabischen Welt führe.
Zehnter Nationalkongress (September 1968, Damaskus)
Wenige Tage später wurde der zehnte Nationalkongress eröffnet, der der Gegenseite die Möglichkeit gab, ihre Positionen zu äußern. Nochmals denunzierte man die politischen Strategien anderer arabischer Staaten und trug so zur weiteren Isolierung Syriens in der arabischen Welt bei. Die palästinensischen Fedayin feierte man angesichts der Niederlage von 1967 als Helden. Das Problem der Kontrolle palästinensischer Milizen versuchte man dadurch zu lösen, dass man eine der Baath-Partei untergeordnete Palästinensermiliz, die as-Sa'iqa, schuf, die man zur Avantgarde einer wehrhaften arabischen Nation deklarierte. Der Kongress vertrat damit die politischen Maximen von Salah Dschadid und berücksichtigte die von Hafiz al-Assad formulierten Kritikpunkte nicht. In der Folgezeit eskalierte die Situation: Im Putsch von 1970 ließ Hafiz al-Assad Salah Dschadid und eine Vielzahl von dessen Anhängern verhaften und übernahm selbst die Macht.

### Parteikongresse im Rahmen der „Korrekturbewegung“ 1971–1975
Mit der Machtübernahme Hafiz al-Assads wurden sowohl in der Außen- als auch in der Innenpolitik gemäßigtere Töne angeschlagen. Die nächsten zwei Parteikongresse sind in den Zusammenhang mit der von al-Assad eingeleiteten „Korrekturbewegung“, arab. الحركة التصحيحية, einzuordnen. Im Zuge der damit verbundenen Reformen wurde die Partei auf eine breitere Basis gestellt, weiterhin wurden Autonomie und Entscheidungskompetenzen auf lokaler Ebene gestärkt, zunächst größere politische Freiheiten gewährt und v. a. versöhnlichere Töne gegenüber der Privatwirtschaft und dem konservativen Bürgertum angeschlagen.
Fünfter Regionalkongress (Mai 1971, Damaskus)
Der kurz nach der Herrschaftsübernahme einberufene Regionalkongress hatte damit zunächst die Funktion, Kritik am alten Baath-Regime unter Salah Dschadid zu üben und die mit der Korrekturbewegung verbundenen Reformen zu proklamieren. Man entschied, dem privaten Wirtschaftssektor größere Freiheiten zum Wohl des Staates einzuräumen. Hafiz al-Assad wurde als ein für die Führung von Partei und Nation notwendiger Führer bezeichnet.
Elfter Nationalkongress (August 1971, Damaskus)
Ähnliche Töne schlug man auf dem elften Nationalkongress an. Man lobte die Korrekturbewegung und kritisierte das irakische Baath-Regime.
Sechster Regionalkongress (April 1975, Damaskus)
Wie im Rahmen der Korrekturbewegung angekündigt, fand der nächste Regionalkongress 4 Jahre nach dem letzten statt. Für die politische Entwicklung der Baath spielt der Kongress keine größere Rolle. Auf ihm wurde v. a. gegen den Irak polemisiert.

### Krisenzeit des Regimes 1979–1985
Einen anderen Charakter dagegen hatten die Parteikongresse, die zwischen dem Ende der 1970er und der Mitte der 1980er Jahre abgehalten wurden. Sie fanden jeweils in einem Kontext statt, in dem das syrische Baath-Regime unter der Führung von Hafiz al-Assad stark in Zweifel gezogen worden war, zum einen durch Anschläge und einen Aufstand der Muslimbrüder, zum anderen durch einen Putschversuch von Assads jüngstem Bruder Rifaat al-Assad. Auffällig ist, dass seit dem elften Nationalkongress nur noch Regionalkongresse stattfanden: Die Umsetzung panarabischer Ambitionen rückte nach einer gescheiterten syrisch-irakischen Aussöhnungs- und Kooperationsphase 1978/79 damit – zumindest auf Parteiebene – immer weiter in den Hintergrund. Die syrische Baath-Partei wurde damit immer mehr zur Partei eines Nationalstaates.
Siebter Regionalkongress (Dezember 1979–Januar 1980)
Nach mehreren Anschlägen radikaler Islamisten gegen Anhänger des Baath-Regimes schritt man auf diesem Kongress zu einer konzertierten Aktion gegen die Muslimbrüder vor. Führende Kraft war dabei Rifaat al-Assad, der auf dem Parteikongress verlautbaren ließ, dass er die Muslimbrüder ermorden wolle. Letztere wurden als Agenten des Imperialismus bezeichnet, die eliminiert werden müssten. In der Folgezeit ging man mit brutalsten Methoden gegen die Muslimbrüder vor (vgl. Massaker von Hama). Auf dem Kongress wurden auch andere innenpolitische Probleme angesprochen, so z. B. die nach dem Wirtschaftsboom infolge des Oktoberkrieges stark gestiegene Korruption. Man setzte ein Inspektionskomitee ein, das allerdings nicht effizient vorgehen konnte, war doch ein großer Teil der Regierung und des Militärs selbst an korrupten Geschäften beteiligt, so z. B. im Schwarzhandel mit dem bürgerkriegsgeschüttelten Libanon. Sozialer Unfrieden, Nepotismus und ökonomische Schwierigkeiten beherrschten also innenpolitisch das Feld. Der Regionalkongress stellte aber nicht die erforderlichen Weichen zur Lösung dieser Probleme. Außenpolitisch unterstützte man als einziges arabisches Land die Revolution im Iran als Bewegung gegen den Imperialismus, ebenso wie die sowjetische Invasion in Afghanistan, die ebenfalls anti-imperialistisch gedeutet wurde.
Achter Regionalkongress (Januar 1985)
Der achte Regionalkongress stellt in gewisser Weise den Abschluss des gescheiterten Putsches von Rifaat al-Assad dar. Dieser hatte, nachdem Hafiz al-Assad nach den Anstrengungen des Libanonkrieges und des Aufstandes von Hama einen Herzinfarkt erlitten hatte, nach der Macht gegriffen. Hafiz al-Assad gelang es (nur) durch sein persönliches Eintreten, die Krise zu entschärfen. Auf dem Parteikongress wurde damit Einigkeit und Loyalität gegenüber dem mittlerweile vierzehn Jahre lang regierenden Präsidenten demonstriert. Die internen Probleme des Landes, darunter Korruption, die Schmuggelaktivitäten der Armee zwischen Syrien und dem Libanon, die Bereicherung bestimmter Leute im Schatten des Systems, die Polizeistaatsmethoden des stark ausgebauten Sicherheitsapparates etc. wurden allerdings nicht erwähnt.

## Nach dem Herrschaftswechsel ab 2000

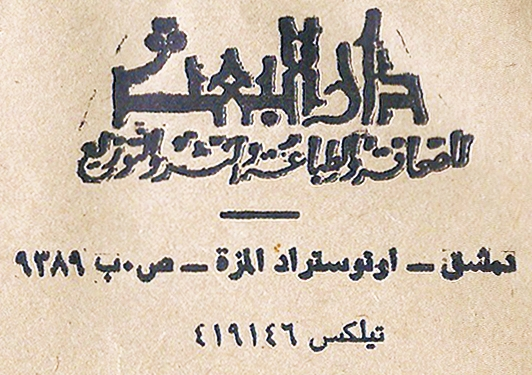
Stempellogo des Dar al-Baath Pressezentrums in Damaskus

Bis zum Jahre 2000 fand in Syrien kein Parteikongress der Baath-Partei statt. Erst als Hafiz al-Assad sein Ende kommen sah, wurde sein Sohn Baschar al-Assad auf die Herrschaft vorbereitet.
Neunter Regionalkongress (Juni/Juli 2000, Damaskus)
Kurz nach dem Tod des Altpräsidenten wurde die Partei erneut versammelt, um eine Verfassungsänderung und die Wahl des neuen Präsidenten vorzunehmen, der daraufhin mit über 90 % der Stimmen akklamiert wurde.
Zehnter Regionalkongress (Juni 2005, Damaskus)
Zwar waren die großen Hoffnungen auf eine demokratischere Zukunft Syriens, die man sowohl in Syrien als auch im Ausland auf den neuen Präsidenten gesetzt hatte, nach dem Scheitern des so genannten Damaszener Frühlings enttäuscht worden. Dennoch lassen sich auf dem zehnten Regionalkongress deutliche ideologische Änderungen feststellen: Der Kongress sprach sich im Innern u. a. für eine Modifizierung des seit mehreren Jahrzehnten herrschenden Ausnahmezustandes aus und propagierte neue wirtschaftliche Leitlinien im Sinne der sozialen Marktwirtschaft. Außenpolitisch befürwortete man eine engere Anbindung an die Europäische Union und die USA.

## Struktur und Mitgliedschaft
Die Partei wurde Anfang der 1960er-Jahre als Kaderpartei nach leninistischen Vorbild strukturiert. Die Partei folgte einer hierarchischen Ordnung von unten nach oben mit dem Ziel durch Massenorganisation sämtliche Lebensbereiche zu durchdringen. Die kleinste Organisationseinheit war die Gruppe (firqa), welche es auf der Ebene von Schulen, Fabriken, Nachbarschaften oder Dörfern gab. Darüber stand die Abteilung (shu'ba), welche mindestens zwei Gruppen umfasste. Intern gewählte Mitglieder auf Gouvernmentsebene bildeten die nächsthöhere Organisationsstruktur mit dem Zweig (far').
Ein interner organisatorischer Bericht von 1985 stellt fest, dass rund 8 Prozent der im erforderlichen Alter befindlichen Bevölkerung Syriens in der Partei organisiert waren. Im Oktober 1985 umfasste die Partei 102.000 Vollmitglieder der Partei und rund 435.000 Unterstützer. Dabei waren die alawitischen Küstenprovinzen Latakia und Tartus und das drusisch dominierte Suwayda deutlich überrepräsentiert. Ebenso war die Mitgliedschaft in ländlichen Gebieten gegenüber den sunnitisch dominierten Großstädten deutlich größer. Die diesem zivilen Parteiapparat hinterhergeschaltete militärische Parteiapparat gilt als deutlich alawitisch dominiert. Dabei wird bei Nachbesetzung der Führungspositionen meist die tribale Zugehörigkeit des aus dem Amt scheidenden beibehalten. Eine klare Zugehörigkeit der militärischen Führungskader der Partei zu gewissen Stämmen innerhalb der alawitischen Gemeinschaft lässt sich jedoch nicht nachweisen. Das Regime und die Partei selbst versuchten die Stammeszugehörigkeiten durch die Identität als Parteimitglieder zu ersetzen. Um die Jahrtausendwende hatte die Partei rund 800.000 Vollmitglieder und rund eine Million registrierter Unterstützer und umfasste damit rund 10 % der syrischen Bevölkerung.
Die Partei verfügte über zwei Jugendorganisationen, die Vorreiter der Revolution für die Grundschulkinder und die Revolutionäre Jugend für die älteren Jahrgänge. Studenten waren in der Nationalen Studentenunion organisiert Diese nahmen an politischen Demonstrationen teil, boten Mitgliedern eine vormilitärische Ausbildung, dienten als Rekrutierungspool für Informanten und übten politische Kontrollfunktionen im Schul- und Universitätswesen aus.
1968 schuf die Regierung Partisanenschulen, welche Parteimitgliedern eine paramilitärische Ausbildung ermöglichte. Ab den 1970ern ermöglichte das Regime verdienten Mitglieder der Jugendorganisationen den Weg durch vormilitärisches Training in besonders prestigeträchtige Militäreinheiten wie die Fallschirmjägertruppe.

## Zusammenfassung und Fazit
Der Überblick über die Parteikongresse der Baath-Partei macht deutlich, dass die Baath-Partei in Syrien durchaus nicht als monolithischer Block zu sehen ist, sondern im Laufe ihrer Geschichte einem Wandel unterworfen war: Angefangen hatte es mit einer stark idealistischen, nationalistischen und anti-kolonialistischen Bewegung eher intellektuellen Charakters, die im Laufe der nächsten Jahrzehnte erst ihren Platz in der chaotischen politischen Landschaft Syriens und der arabischen Welt der 50er und 60er Jahre finden musste. Dabei stand sie in Konkurrenz mit anderen ideologischen Bewegungen, u. a. den Kommunisten, orthodoxen islamischen Bewegungen und v. a. dem Panarabismus Nassers. Erst nach der Auflösung der Vereinigten Arabischen Republik gelangte die Baath-Partei in Syrien tatsächlich an die Macht und entwickelte überhaupt administrative Fähigkeiten. Nicht nur der Machtwillen einiger markanter Persönlichkeiten, Inkompetenz und generelle Unerfahrenheit, sondern auch die instabile außenpolitische Lage sowie die Erfahrungen innenpolitischer Instabilität nach mehr als einem Jahrzehnt der radikalen politischen Veränderungen im Innern trugen dazu bei, dass man Macht zu konzentrieren und nicht zu verteilen suchte. Eine ursprünglich pluralistischer angelegte Bewegung wurde damit immer totalitärer, v. a. sobald sie von sowieso eher autoritär denkenden Militärs dominiert wurde. In den letzten Jahren wurde die Baath-Partei zunehmend zum Legitimations- und Bestätigungsinstrument des Präsidenten Hafiz al-Assad.